# Rake It Up
Singles de Yo Gotti
Blah Blah Blah
(2017) Pills & Automobiles
(2017)
Singles par Mike Will Made It
Perfect Pint
(2017) Bring It Back
(2018)
Singles par Nicki Minaj
Swish Swish
(2017) You da Baddest
(2017)
Rake It Up est un single du rappeur américain Yo Gotti interprété avec Nicki Minaj, sorti le 1er juin 2017 sa mixtape Gotti Made-It (en). Il figure aussi en première piste de l'album I Still Am (en) de Yo Gotti. La chanson reprend la mélodie de Freaky Tales (en) de Too Short.
Le single parvient en 8e position du Hot 100 américain, devant le titre le mieux classé de Yo Gotti. Il est certifié or au Canada et platine aux États-Unis.

## Historique des sorties
| Région     | Date            | Format                     | Label | Réf.  |
| ---------- | --------------- | -------------------------- | ----- | ----- |
| Monde      | 1er juin 2017   | - Téléchargement numérique | Aucun | [ 2 ] |
| États-Unis | 10 octobre 2017 | Top 40 radio               | Epic  | [ 3 ] |

## Contexte et sortie
Il s'agit de la quatrième collaboration entre Yo Gotti et Nicki Minaj, après 5 Star (Remix), Coca Coca et Down in the DM (Remix).
Le 30 mai 2017, Gotti annonce sur Snapchat la sortie prochaine d'un nouveau single. Le lendemain, Minaj publie un extrait de la chanson sur Instagram, en confirmant la sortie du single à minuit (EST),. Peu après ces annonces, les critiques décrivent la façon dont Nicki Minaj essayerait de « voler un peu de la fougue de son ex-petit ami (Meek Mill) », car ce dernier est apparu dans la chanson Top Lookin Down de Gotti,.
Le single est mis en ligne le 1er juin 2017.

## Clip vidéo
Le clip de Rake It Up, tourné à Miami, sort en avant-première sur la plateforme Tidal le 21 août 2017 avant d'être publié sur YouTube le 26 août. Le mannequin Blac Chyna apparaît dans la vidéo.

## Représentations
Le 14 septembre 2017, Yo Gotti et Nicki Minaj interprètent Rake It Up dans l'émission The Tonight Show Starring Jimmy Fallon.

## Classements et certifications
| Classement (2017)              | Meilleure position |
| ------------------------------ | ------------------ |
| Australie (ARIA)               | 124                |
| Canada (Hot 100)               | 49                 |
| États-Unis (Hot 100)           | 8                  |
| États-Unis (R&B/Hip-Hop Songs) | 5                  |
| États-Unis (Pop Airplay)       | 39                 |
| États-Unis (Rhythmic Songs)    | 1                  |
| Pays-Bas (Global Top 40)       | 28                 |

| Classement (2017)    | Position |
| -------------------- | -------- |
| États-Unis (Hot 100) | 53       |

| Région | Certification | Ventes/Streams |
| --- | ------------- | -------------- |
| Canada (Music Canada) | Or            | 40 000^        |
| États-Unis (RIAA) | 3 × Platine   | 3 000 000‡     |
| *Ventes selon la certification ^Mise en rayon selon la certification xNon précisé par la certification ‡ventes/streaming selon la certification |               |                |

## Prix et nomination
| Année | Prix               | Catégorie                                        | Résultat   | Récipiendaire |
| ----- | ------------------ | ------------------------------------------------ | ---------- | ------------- |
| 2017  | BET Hip Hop Awards | Sweet 16: Meilleur couplet d'un featuring        | Lauréat    | Nicki Minaj   |
| 2017  | BET Hip Hop Awards | Meilleure collaboration pour un duo ou un groupe | Nomination | NC            |